# Île de Guernes
L'île de Guernes est une île située sur la Seine appartenant à Guernes.

## Description
Elle s'étend sur près de 2 km de longueur pour une largeur d'environ 170 m. Elle est reliée à l'est à l'île des Genouchets à la suite de la construction de remblais pleins.
Elle est entièrement cultivée et comporte quelques habitations sur la côte nord. Elle est reliée à l'île de Rosny par un pont. 